# Star Wars: Episodio VIII - Los últimos Jedi
Star Wars: Episodio VIII - Los últimos Jedi (título original en inglés: Star Wars: Episode VIII - The Last Jedi) es una película estadounidense del género conocido como space opera, estrenada el 8 de diciembre de 2017 (en Estados Unidos). Fue escrita y dirigida por Rian Johnson y es la octava entrega de la saga Star Wars cronológicamente (de acuerdo a la historia principal), y la novena atendiendo a la fecha de estreno. También es la segunda película de la saga Star Wars en ser producida tras el retiro de George Lucas, quien aun así colabora en ella como consultor.
El director del séptimo episodio, J. J. Abrams, pasó a ser productor ejecutivo, junto con Tom Karnowski.
El reparto principal de la película está compuesto por los actores Daisy Ridley, John Boyega, Adam Driver, Domhnall Gleeson, Oscar Isaac y Andy Serkis, con Mark Hamill, Carrie Fisher y Anthony Daniels retomando los papeles que ya habían interpretado en episodios anteriores, además de los actores Benicio Del Toro, Laura Dern y Kelly Marie Tran sumándose en roles nuevos. Jimmy Vee es el intérprete de R2-D2, debido a que el actor original, Kenny Baker, falleció en 2016. La película también contó con el regreso de Frank Oz interpretando a Yoda.
Es la película más larga en la historia de Star Wars hasta la fecha, con una duración de 152 minutos (2 horas y 32 minutos), siendo la segunda más larga El ataque de los clones, con 142 minutos. La película fue dedicada a la actriz Carrie Fisher tras fallecer en 2016.

## Argumento
Hace mucho tiempo en una galaxia muy, muy lejana [...] La PRIMERA ORDEN impera. Luego de diezmar a la pacífica República, el Líder Supremo Snoke ahora envía a sus despiadadas legiones a asumir el control militar de la galaxia. [...] Solo la general Leia Organa y su grupo de combatientes de la RESISTENCIA se oponen a la creciente tiranía, convencidos de que el Maestro Jedi Luke Skywalker regresará y restaurará la chispa de esperanza en la lucha. [...] Pero la Resistencia ha sido expuesta. Mientras la Primera Orden se dirige hacia la base rebelde, los valientes héroes organizan un desesperado escape...
Texto introductorio.

Tras la muerte de Han Solo (Harrison Ford) y de la destrucción de la Base Starkiller en una batalla entre la Resistencia y la siniestra Primera Orden, Rey (Daisy Ridley) viaja hacia el lejano planeta oculto Ahch-To en el Halcón Milenario para así encontrarse con el legendario maestro Jedi Luke Skywalker (Mark Hamill), convertirse en su aprendiz y empezar a entrenar guiándose en los caminos de la fuerza para poder enfrentarse con el malvado Kylo Ren (Adam Driver), hijo de Han y Leia quien fue seducido por el lado oscuro de la Fuerza, y acabar con él así como también con el maestro de este, el misterioso Líder Supremo Snoke (Andy Serkis).
La Resistencia encabezada por la general Leia Organa (Carrie Fisher) ha logrado contener temporalmente a la siniestra Primera Orden, un nuevo grupo militar nacido de las cenizas del Imperio Galáctico que sigue siendo una grave amenaza para los planetas libres de la galaxia, bajo el liderazgo del General Hux (Domhnall Gleeson) y del misterioso Snoke.
Por su parte, Kylo Ren y los Caballeros de Ren, un grupo de guerreros del lado oscuro liderados por el Líder Supremo Snoke, tratan de comprender cómo pudo ser derrotado por Rey la última vez que se enfrentaron, y buscan la forma de vengarse de ella.
Los guerrilleros de la Resistencia evacuan su base principal de D'Qar en el sistema Ileenium, cuando una flota de la Primera Orden llega al planeta. Después de la pelea, los buques de Resistencia saltan al hiperespacio para escapar. Leia reprende a Poe Dameron por un contraataque exitoso pero costoso, mientras que el líder supremo Snoke reprende al General Hux por su fracaso en bloquear la evacuación.
Hux, sin embargo, está rastreando a la Resistencia y comienza una larga persecución, con la Resistencia confiando en la movilidad y los escudos de sus naves espaciales para sobrevivir mientras sus suministros de combustible disminuyen. Durante una batalla, Kylo Ren duda si atacar a la nave de la resistencia  después de sentir la presencia de su madre Leia a bordo. Los cazas TIE destruyen el puente de la nave y matan a muchos miembros de la Resistencia que estaban en el puente, lanzando a gran parte al espacio exterior. Sin embargo Leia a pesar de estar expuesta a la atmósfera cero del espacio exterior, consigue regresar a la nave mediante el uso de la Fuerza, pero desafortunadamente este acto la deja incapacitada por la exposición a la atmósfera cero y es llevada a la enfermería para recibir atención médica, dejando a la vicealmirante Amilyn Holdo al mando de la misión. Desaprobando la estrategia pasiva de la líder interina, Poe, Finn, BB-8 y la mecánico Rose Tico se embarcan en un plan secreto para desactivar el dispositivo de rastreo de la flota de la Primera Orden, para así poder escapar sin ser perseguidos.
Mientras tanto, en el planeta Ahch-To, Chewbacca, R2-D2 y Rey llegan a una enorme isla a bordo del Halcón Milenario, en donde Rey se encuentra con el maestro Jedi Luke Skywalker, quien en un principio de sorprende de ver a la joven. Durante el encuentro en la cima de un risco, Rey sin mediar palabra con Luke inmediatamente le entrega el Sable de luz de Anakin Skywalker, que Luke creyó haber perdido la última vez que se enfrentó a Darth Vader en la Ciudad de las Nubes en el planeta Bespin, pero con solo ver el sable de luz en la mano unos minutos, inmediatamente este lo tira a un lado y se niega a enseñarle los caminos de la Fuerza a Rey, debido a su fracaso en el pasado cuando enseñaba a Kylo Ren, e incluso se mantiene reticente tras enterarse de la muerte de Han Solo.
Sin el conocimiento de Luke, Rey y Kylo Ren empiezan a comunicarse entre ellos a través de visiones. Una noche, mientras Chewbacca está sentado frente a una fogata acompañado por los "Porgs", unas aves nativas de Ahch-To, Luke se infiltra secretamente en el Halcón Milenario y se encuentra con el droide R2-D2, quien se alegra de volver a verlo después de tanto tiempo, pero le contesta que no va a volver. R2-D2 inmediatamente le muestra la grabación holográfica que tenía su memoria de hace treinta años, de cuando Leia envió una señal de auxilio a Obi-Wan Kenobi, con los planos robados de la primera Estrella de la Muerte dentro del droide. Después de ver dicha grabación y recordar las palabras de su antiguo amigo y mentor, Luke finalmente accede a entrenar a Rey en los caminos de la Fuerza al día siguiente, pero con la condición de que le daría solo tres lecciones. En la primera lección, Rey siente la naturaleza de la isla a través de la Fuerza, revelando el carácter dual de ésta (vida, muerte, descomposición, paz, violencia, calor, frío, etc.), el balance entre esa dualidad y más allá de eso, la misma Fuerza. Luke le enseña que esa es la lección, que la Fuerza no es algo exclusivo de los Jedis, sino que es todo lo que rodea e impregna a todos los seres vivos y objetos, y que decir que sin los Jedis no hay luz es vanidad. 
En la segunda lección, Luke le dice que los Jedis han sido divinizados tras extinguirse, pero que su legado es el fracaso ya que fueron demasiado arrogantes y egoístas, permitiendo en la cima de su poder el ascenso de los Sith bajo el control de Darth Sidious y la creación del Imperio Galáctico. También se revelan los fallos que tuvo Luke como maestro Jedi. Se revela que tanto Luke y Kylo Ren le dan a Rey explicaciones diferentes sobre el incidente que inclinó a Ben Solo hacia el lado oscuro de la Fuerza y por qué Luke llevaba el estilo de vida de un ermitaño. Si bien Luke explica que intentó detener a Ben Solo en ese entonces cuando este estaba siendo llamado por el Lado Oscuro de la Fuerza, Ben Solo por su parte le asegura a Rey, que Luke en realidad trato ejecutarlo mientras dormía. Tras revelarse esto, Rey inmediatamente se enfrenta a Luke y le exige saber toda la verdad de aquel incidente, resulta que en aquella ocasión, Luke vio una inmensa oscuridad en el corazón de Ben, ya que este sintió que se acumulaba lentamente en el y que la había visto por breves instantes durante su entrenamiento, pero después de que vio el interior de su sobrino se dio cuenta de que era mucho peor de lo que había imaginado, ya que Snoke había corrompido su corazón poco a poco sin que este se diera cuenta, tras lo cual Luke sin pensarlo un segundo y sin titubear encendió su sable de luz de color verde esmeralda por instinto. Sin embargo, este se arrepintió en el último segundo y se quedó con la vergüenza de lo que estaba haciendo y con las consecuencias de sus actos, luego menciona que lo último que vio de Ben Solo, cuando este despertó, fue la mirada de un joven asustado, cuyo maestro y principalmente tío suyo lo había traicionado. Incapaz de convencerlo de unirse a la Resistencia y de que puede reconvertir a Kylo Ren, ya que esta aun siente que todavía hay luz en el, pero ante la renuencia del maestro Jedi, la joven Rey decide dejar Ahch-To sin Luke, para enfrentarse a Kylo Ren por sí sola. Mientras que Luke por su parte decide ir a quemar el árbol del templo que contiene los libros de la Orden Jedi, pero es visitado por el fantasma del maestro Yoda, al cual Luke le menciona que terminará con todo: los textos, el templo y los Jedi, de una vez por todas, pero justo cuando esta a punto de incendiar el templo, se arrepiente en el último momento, sin embargo, Yoda por su parte decide destruir el templo con un rayo que controla gracias a la Fuerza, a pesar de ser un fantasma. Al ver el templo en llamas, Luke intenta sacar los libros de la Orden Jedi que están dentro, pero una explosión lo empuja para atrás y finalmente termina en el suelo. Mientras contempla el incendio, Luke le pregunta al maestro Yoda si de verdad es tiempo de que la Orden Jedi se extinga para siempre, pero Yoda por su parte, le menciona a Luke que es tiempo de que él vea más allá de un montón de viejos libros de la Orden Jedi, los cuales ni siquiera Luke leyó en su momento y había ignorando su sabiduría, también le menciona que no había nada en esa biblioteca, ni en los textos de la Orden Jedi que la joven Rey ya de por sí no supiera. Tras esto, Yoda le responde a Luke que aun sigue mirando al horizonte y nunca en el aquí y el ahora, especialmente a lo que tiene frente a él, en eso Luke se da entonces cuenta de que fue alguien débil, insensato, ignorante, a la vez necio y bastante tonto. Posteriormente, Yoda le menciona que por culpa de todo eso fue por lo que perdió a Ben Solo la última vez y que con Rey no deben cometer el mismo error, pero Luke le cuestiona a Yoda diciendo: "¡No soy capaz de ser quien ella me pide ser!." Sin embargo Yoda le responde a Luke diciendo: "Lo que digo no escuchas o si, transmite lo que has aprendido", también le menciona a Luke que su peor defecto siempre fue la debilidad y el fracaso especialmente, además le explica en forma de lección a Luke diciendo: "El mejor maestro, el fracaso es". Finalmente Luke se queda pensativo y admite que estaba completamente equivocado en lo que él creía y empieza a reflexionar de sus errores pasados, momentos después el maestro Yoda se sienta aun lado de Luke mientras observan juntos el incendio y donde Yoda le responde diciendo: "Luke, somos lo que llegan a ser, esa es la carga de todo maestro", luego ambos se quedan observando como el árbol del templo Jedi se incinera.
Mientras tanto Holdo revela su plan de evacuar discretamente a los miembros restantes de la Resistencia usando pequeños transportes. Al creer que sus acciones son cobardes y arriesgadas, Poe instiga un motín. Devuelta en Canto Bight, Finn, Rose y BB-8, tratan de escapar causando un tumulto creado en un casino del planeta, lleno de vendedores de armas para la Resistencia y la Primera Orden, reclutan al pirata informático DJ, creyendo que podrá ayudarlos a desactivar el dispositivo de rastreo. Este le comenta a Finn del negocio oculto de los vendedores de armas con base en la guerra sostenida entre ambos bandos. Se infiltran en la nave principal de la Primera Orden, pero son capturados por la Capitana Phasma justo cuando estaban a punto de destruir el dispositivo, aunque BB-8 logra escapar.
Rey aterriza en la misma nave en una cápsula enviada por el Halcón, siendo capturada por Kylo Ren al llegar, quien la lleva a Snoke. Durante una confrontación con este, Rey trata de convencer a Kylo de unirse a la Resistencia. Una vez que llegan a la sala del trono, el Líder Supremo Snoke revela que él controló la conexión mental entre ella y Kylo como parte de un plan para destruir a Luke. Tras ordenar matar a Rey una vez que obtenga la ubicación de Skywalker, Kylo, en vez de ejecutar a Rey, termina traicionando y cortando por la mitad a su maestro, Snoke.
Rey y Kylo trabajan juntos para matar a los guardias pretorianos de Snoke. Sin embargo, Kylo le pide a Rey que gobierne la galaxia con él, revelándole la verdad sobre sus padres (que eran unos simples chatarreros de Jakku que la vendieron por bebida, y que esa verdad ella ya la sabía pero la había negado), pero esta última se niega y le pide que se una a la Resistencia pero Ben Solo se niega. Sin más remedio Rey decide tomar usando la Fuerza el sable de Luz de Anakin Skywalker, que actualmente está en posesión de Rey, pero Ben Solo intenta quitárselo con la Fuerza, pero en medio de un fuerte forcejeo con la Fuerza entre ambos, el sable de luz de Anakin Skywalker se empieza a sobre calentar desde el cristal Kyber en su interior y termina explotando y rompiéndose por la mitad, dejando inconsciente a Kylo y permitiendo a Rey escapar de la nave. Tras ser encontrado por Hux, que se aprestaba a dispararle con un bláster mientras estaba tirado en el suelo, Kylo se proclama a sí mismo como el nuevo líder supremo.
Una vez recuperada, Leia neutraliza a Poe y permite que la evacuación comience. Holdo decide permanecer en la nave principal para proporcionar cobertura, mientras los otros escapan a una antigua base de la Alianza Rebelde en el planeta Crait. Cuando Poe despierta, Leia le explica que los transportes de evacuación no pueden ser rastreados por la Primera Orden, y que la base rebelde en Crait está altamente fortificada. Sin embargo, DJ revela el plan de la Resistencia a la Primera Orden, y los transportes son atacados con grandes pérdidas, pero Holdo se sacrifica golpeando con el transporte principal a la nave de mando y la flota de la Primera Orden a la velocidad de la luz para detener el bombardeo. BB-8 libera a Rose y Finn con un AT-ST, y estos escapan después de derrotar y matar a Phasma, y se unen a los sobrevivientes de la evacuación. Cuando llega la Primera Orden a Crait, Poe, Finn y Rose lideran una carga con deslizadores viejos, pero reciben fuego pesado. El Halcón llega y atrae a los cazas TIE, mientras que Rose queda gravemente herida tras salvar a Finn de una misión suicida para destruir el cañón enemigo principal, que luego hace un agujero en la fortaleza de la Resistencia.
Tras intentar contactarse con el Borde Exterior, Leia y los demás se enteran de que se escuchó la señal dentro de los planetas ubicados ahí, pero que nadie respondió. En ese instante, Luke aparece ante Leia. Tras una despedida emotiva, decide enfrentarse solo a Kylo y a la artillería de la Primera Orden. Finn intenta ayudar a Luke, pero Poe lo convence de que ellos son la chispa que prenderá el fuego que terminará con la Primera Orden, y que Luke les está dando tiempo para escapar. Tras resistir a un ataque de fuego pesado, Luke se enfrenta en un duelo de sables de luz contra Kylo, donde luego de esquivar repetidamente los ataques de su antiguo alumno, Skywalker es aparentemente golpeado por el sable de luz de Kylo, pero posteriormente se descubre que Kylo solo ha estado luchando contra una proyección generada por la Fuerza y que el verdadero Luke todavía está en Ahch-To. Luke, desafiante, le dice a Kylo que la rebelión ha renacido, que la guerra solo está comenzando y que él no será el último Jedi. Mientras tanto, Rey, usando la Fuerza, limpia un túnel bloqueado por las rocas detrás de la base, para que los guerrilleros restantes de la Resistencia puedan escapar a bordo del Halcón Milenario.
En Ahch-To, Luke agota todas su energías por crear la sombra de fuerza y se derrumba contra el suelo mientras observa el atardecer del planeta, recordando un poco su pasado y también decide encomendarle todo a Rey y finalmente muere y su cuerpo se desvanece de igual manera que lo hicieron sus antiguos maestros, Obi Wan Kenobi y Yoda, haciéndose uno con la Fuerza. Por otro lado, Rey y Leia sienten la muerte de Luke, pero en eso Rey dice que la muerte de este no fue con sufrimiento ni dolor, sino con paz y propósito.
En el Halcón, uno de los compartimentos contiene los libros antiguos de la Orden Jedi que estaban en Ahch-To (principalmente el que Rey quería abrir al principio). Leia les asegura a todos que la rebelión tiene todo lo que se necesita para volver a levantarse y luego observa el sable de luz destruido de Anakin Skywalker, que Rey logró recuperar y llevarse consigo.
Como imagen final, en Canto Bight, unos niños esclavos están jugando con unos muñecos narrando las hazañas de Luke Skywalker, hasta que son interrumpidos por su cruel amo. Uno de los niños (el que ayudó a escapar a Finn y Rose), resulta ser sensible a la Fuerza. Ya que este toma una escoba usando la habilidad telekinética, la cual empuña como si fuera un sable de luz y mira con esperanza al cielo (se muestra que tiene en su dedo el anillo de la Resistencia que Rose le entregó), símbolo de que el sacrificio de Luke ha encendido la luz de la esperanza en la galaxia y marca el devenir de una nueva generación de Jedi.
En mitad de los créditos, aparece un homenaje a Carrie Fisher, actriz que interpretaba a Leia Organa, la cual lamentablemente falleció un año antes del estreno de la película.

## Reparto
- Mark Hamill como Luke Skywalker:[10]

Maestro Jedi exiliado en el planeta Ahch-To, donde la Orden Jedi construyó su primer templo. Es el último maestro Jedi con vida.
- Adam Driver como Ben Solo / Kylo Ren:[10]

Maestro de los Caballeros de Ren y un servidor de la Primera Orden. Hijo de Han Solo (a quien asesinó) y Leia Organa, y antiguo alumno del maestro Jedi Luke Skywalker, cayó al lado oscuro de la Fuerza gracias a Snoke. 
- Daisy Ridley como Rey:[10]

Una recolectora de chatarra de Jakku sensible a la Fuerza y la nueva piloto del Halcón Milenario. Es enviada por la Resistencia a encontrar al maestro Jedi Luke Skywalker en el remoto planeta Ahch-To, para ser su aprendiz en el uso de la Fuerza y poder enfrentar de nuevo a Kylo Ren.
- John Boyega como Finn:[10]

Un Stormtrooper desertor de la Primera Orden que se unió a la Resistencia junto a Rey.
- Oscar Isaac como Poe Dameron:[10]

Un célebre piloto de Ala-X quien sirve en la Resistencia; amigo de Finn.
- Carrie Fisher (†) como la general Leia Organa:[10]

Hermana melliza de Luke, quien en su calidad de general de la Resistencia envía a Rey en su búsqueda. Es sensible a la Fuerza.
- Andy Serkis como el Líder supremo Snoke:[10]

El sombrío líder de la Primera Orden, maestro de Kylo Ren y una poderosa figura del Lado Oscuro de la Fuerza.
- Domhnall Gleeson como el General Armitage Hux:[10]

Un general de la Primera Orden.
- Laura Dern como Amilyn Holdo:

Vicealmirante de la Resistencia y antigua amiga de Leia Organa.
- Kelly Marie Tran como Rose Tico:

Una joven miembro de la Resistencia que trabaja en el área de mantenimiento.
- Benicio del Toro como DJ:

Un personaje sin nombre, referido por el escritor y director Rian Johnson como "DJ", quien es un hacker marginal. Del Toro compara su personaje con el de un cuchillo, diciendo: "Si lo agarras por la cuchilla, te corta. Si lo agarras por el mango, puede ser muy, muy útil". Es un pirata contrabandista.
- Anthony Daniels como C3PO:[10]

Un antiguo droide de protocolo quien sirve en la Resistencia.
- Lupita Nyong'o como Maz Kanata:[10]

Una pirata contrabandista y aliada de la Resistencia.
- Gwendoline Christie como la Capitana Phasma:[10]

Comandante de las fuerzas de soldados de asalto (o stormtroopers) de la Primera Orden.
- Frank Oz como Yoda

Antiguo maestro y líder de los Jedi. Aparece como una fantasma de la Fuerza para aconsejar a Luke Skywalker.
- Joonas Suotamo como Chewbacca:

Un viejo guerrero Wookiee, copiloto del Halcón Milenario y excompañero de aventuras de Han Solo. Viaja junto a Rey en busca de Luke.
- Billie Lourd[11] como Kaydel Ko Connix:

Una teniente en la Resistencia.
- Jimmy Vee como R2-D2:

Un antiguo droide astromecánico al servicio de la Resistencia, quien viaja con Rey en busca de Luke.
- Hermione Corfield como Tallisan Lintra

Líder de escuadrón azul de la Resistencia en el ataque a la nave Dreadnought de la Primera Orden.

## Desarrollo

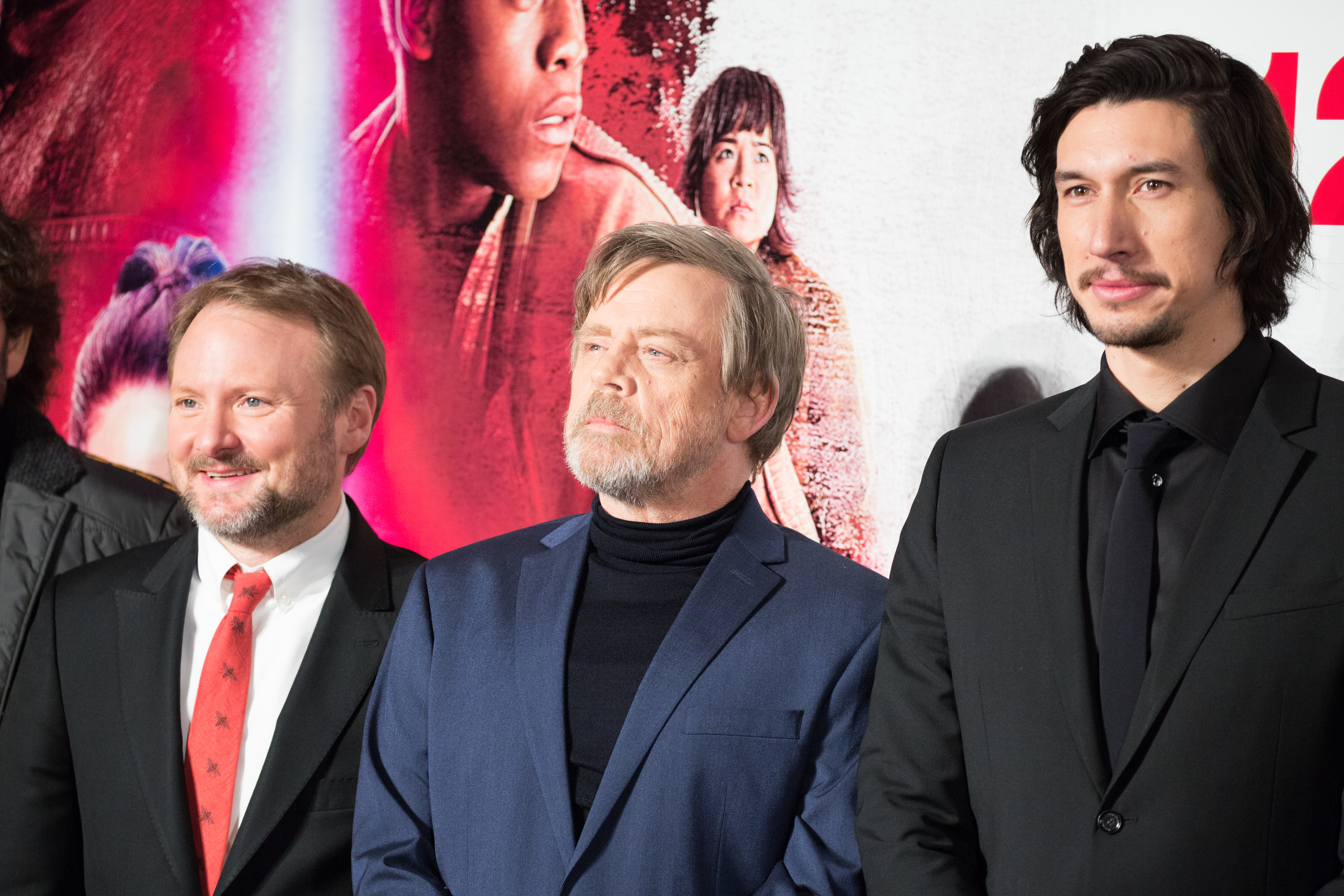
El escritor y director Rian Johnson, junto a Mark Hamill y Adam Driver en la premier japonesa de la película.

Informes no oficiales afirmaron en noviembre de 2012 que Lawrence Kasdan —que originalmente escribió los guiones para Star Wars: Episode V - The Empire Strikes Back y Star Wars: Episode VI - Return of the Jedi— y Simon Kinberg dividirían responsabilidades para escribir los episodios VIII y IX, y ambos coproducirían las tres películas de la próxima trilogía de secuelas, junto a Kathleen Kennedy. En febrero de 2013, Disney reveló que Kasdan y Kinberg estaban trabajando en películas independientes.
Durante un concierto de Young Musician's Foundation el 9 de febrero, el compositor John Williams declaró que tenía la esperanza de tener la oportunidad de escribir la partitura musical para toda la nueva trilogía. Fue incluido en el Star Wars Insider n.º 144 que «iba a marcar toda la nueva trilogía de Star Wars», pero Lucasfilm aclaró que solo se había confirmado para el episodio VII.
El 20 de junio de 2014, un portavoz del director Rian Johnson confirmó que escribiría y dirigiría el episodio VIII, así como el script para la historia del episodio IX. Ram Bergman, frecuente colaborador de Johnson, también fue confirmado para ser llevado al proyecto como productor, trabajando junto a Kathleen Kennedy. Para prepararse para el episodio VIII, Johnson y el equipo fueron seleccionados para proyectar películas clásicas como Almas en la hoguera y Letter Never Sent.
El 7 de agosto de 2014, se informó que la actriz Daisy Ridley, que interpretó el papel principal en el episodio VII, repetiría su papel en los episodios VIII y IX.
Kathleen Kennedy, Ram Bergman, Lawrence Kasdan, Simon Kinberg servirían como productores. Steve Yedlin se designaría como director de fotografía.
En julio de 2015, se informó de que Benicio del Toro estaba siendo considerado para interpretar a un villano del episodio VIII, y del Toro confirmó más tarde que había sido incluido.
Carrie Fisher, la actriz que interpretaba a Leia Organa, falleció el 27 de diciembre de 2016, cuatro días después de haber sufrido un infarto en un vuelo desde Londres hasta Los Ángeles en plena promoción de su nuevo libro. A pesar de su fallecimiento, la actriz había terminado de rodar todas sus escenas para la película.
El 23 de enero de 2017, se confirmó a través de la página oficial de la película que el título de la misma sería The Last Jedi. Posteriormente, el 17 de febrero de 2017, se dio a conocer que la traducción oficial del título de la película para el mercado hispano será Los últimos jedis, pese a que el director del filme aclaró que el título alude solo a Luke Skywalker.

### Casting
En marzo de 2015, Oscar Isaac confirmó que retomaría su papel de The Force Awakens como Poe Dameron en el episodio VIII. Así mismo, se rumoreaba que Gugu Mbatha-Raw había firmado para aparecer en la película. Además, Daisy Ridley, John Boyega, Carrie Fisher y Mark Hamill retomarían sus roles.
Jimmy Vee sustituyó a Kenny Baker, el actor original del personaje R2-D2, después de la muerte de este en 2016. Por otra parte se especulaba que Peter Mayhew compartiría el papel de Chewbacca junto al actor danés Joonas Suotamo, pero finalmente Suotamos interpretó el papel del wookie mientras que Peter Mayhew ocupó el cargo de consultor sobre el personaje.
Otros actores que retomarian sus papeles en el filme fueron Frank Oz en la voz de Yoda, Timothy M. Rose como el General Gial Ackbar, Mike Quinn como el piloto Nien Nunb y Simon Pegg como el comprador de chatarra Unkar Plutt. El droide BB-8 también se incluiría en esta película.
Al principio, se especuló que Harrison Ford regresaría de algún modo como Han Solo, pero esto quedó presuntamente desmentido, ya que Ford no apareció en la película.

### Rodaje y ubicaciones

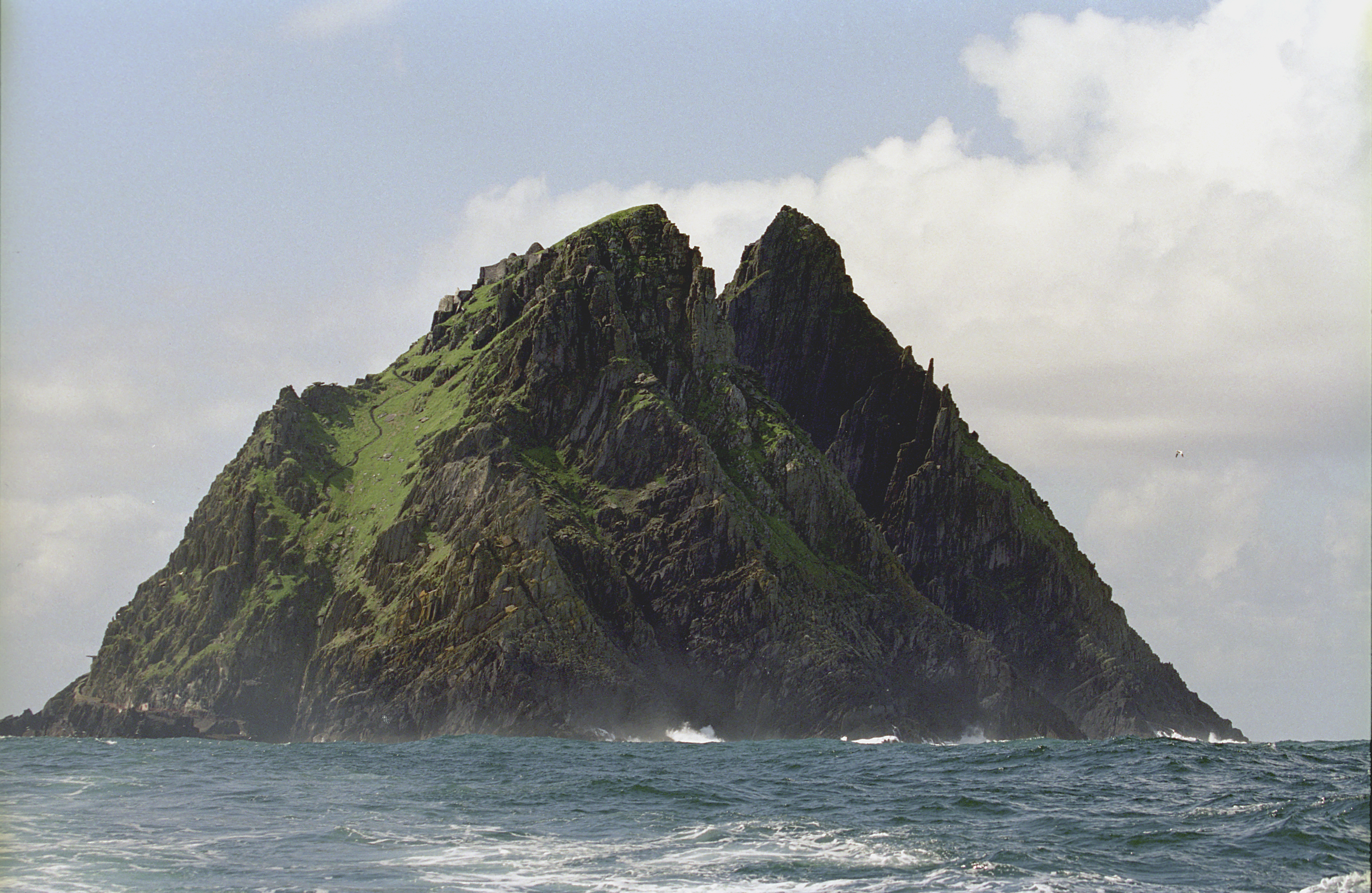
Skellig Michael, una de las localizaciones de la película.

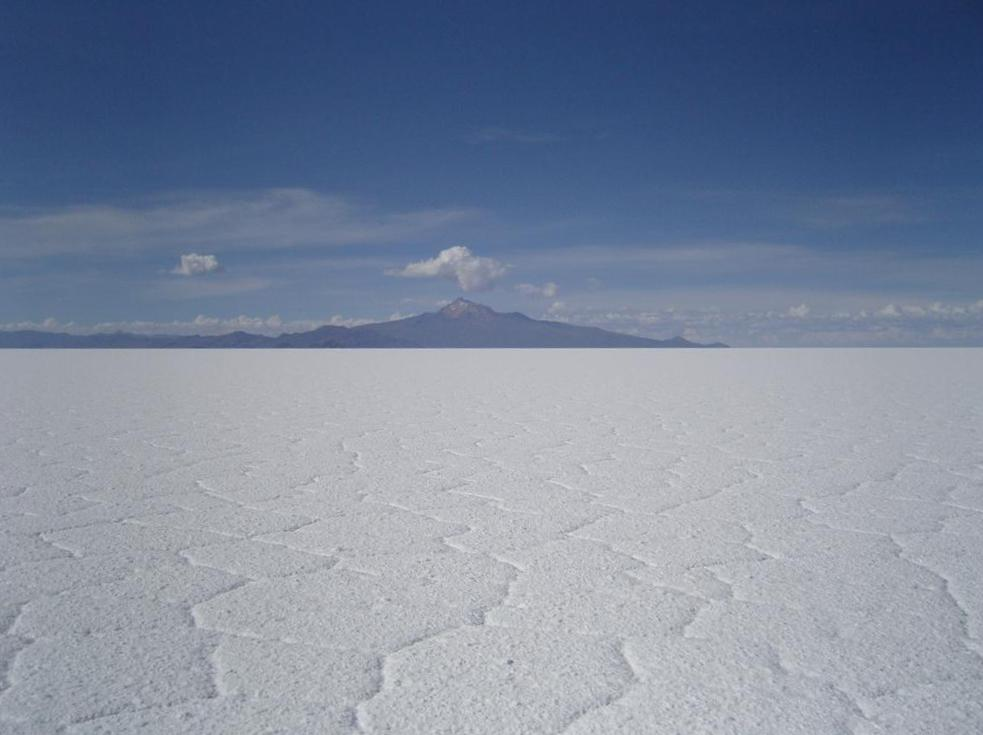
Otra de las localizaciones tuvo lugar en el Salar de Uyuni, Bolivia.

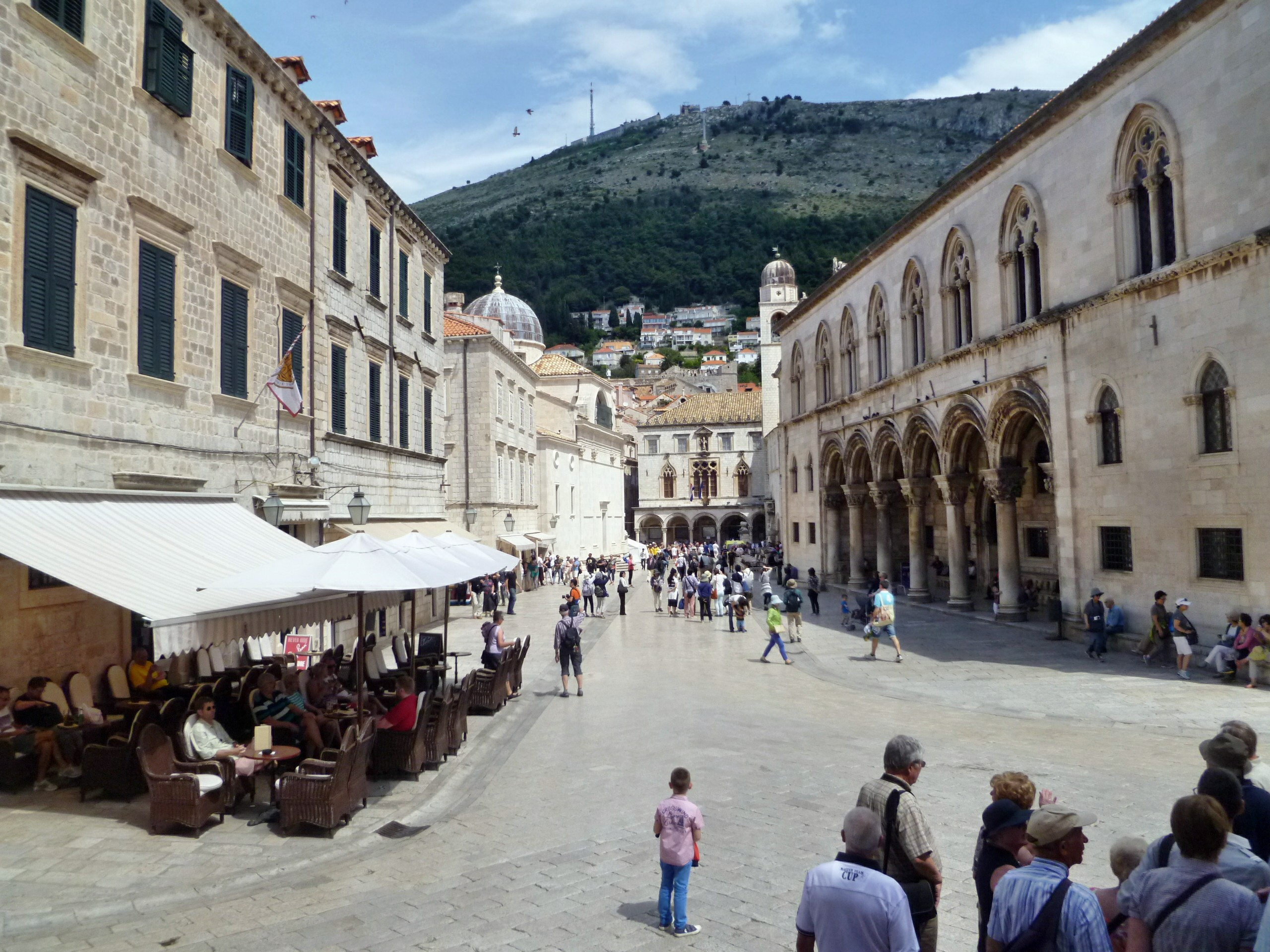
La filmación tuvo lugar en la calle de Dubrovnik.

El 16 de octubre de 2014, en la inauguración de las nuevas instalaciones en Londres, Industrial Light & Magic, el presidente ILM Lynwen Brennan confirmó que episodio VIII se rodaría en Londres.
Al igual que The Force Awakens, el rodaje de episodio VIII tendría lugar en Pinewood Studios cerca de Londres y el rodaje principal estuvo programado para iniciarse en 2016.
El 9 de septiembre de 2015, Entertainment Weekly confirmó que el rodaje en la isla Skellig Michael (Irlanda) no se trató de una toma de metraje para la séptima entrega, sino del inicio de la filmación del episodio VIII de Star Wars dirigida por Rian Johnson, para aprovechar las mejores condiciones climáticas. Todo fue parte de una estrategia de Lucasfilms para mantener la producción en secreto y usar el nombre de “Star Wars” sin declarar nada en específico.
En enero de 2016, la producción del episodio VIII se retrasó hasta febrero de 2016, debido a los cambios que sufrió el guion, para darle más realce a la película. Además, la filmación corrió peligro de retrasarse aún más debido a desavenencias entre la Alianza de Productores de Cine y Televisión y la Unión de Radiodifusión, espectáculos, teatro y cinematógrafo, que amenazaban con una huelga.
Finalmente, el 10 de febrero de 2016, el presidente de The Walt Disney Company, Bob Iger, confirmó que el rodaje ya había comenzado en Londres.
El rodaje terminó el 22 de julio de 2016. Sin embargo, Lupita Nyong'o confirmó el 12 de septiembre que aun no había rodado su cameo como Maz Kanata para la película.
Además de los Pinewood Studios y la isla Skelling, el film contó con escenas rodadas en Dubrovnik (Croacia) y el Salar de Uyuni, Bolivia.
Antes del estreno del film, varios medios informaron respecto a que parte de la filmación de lo que luego sería la escena final de la película, se había realizado en el Salar de Uyuni, Bolivia. Esta filmación se realizó prácticamente en secreto,incluso para las autoridades bolivianas, quienes habrían autorizado la filmación en el Salar, sin saber que se trataba de una película de Star Wars. Es más, oficialmente, la página oficial no acreditó Uyuni como locación sino a unos días del estreno, a través de un video de locaciones. La información que se tenía inicialmente era de que en esa locación se habían hecho algunas tomas referenciales con extras. Sin embargo en el documental "Showdown on Crait" se dejó saber que al menos Carrie Fisher habría filmado alguna escena en el Salar de Uyuni.

## Estreno

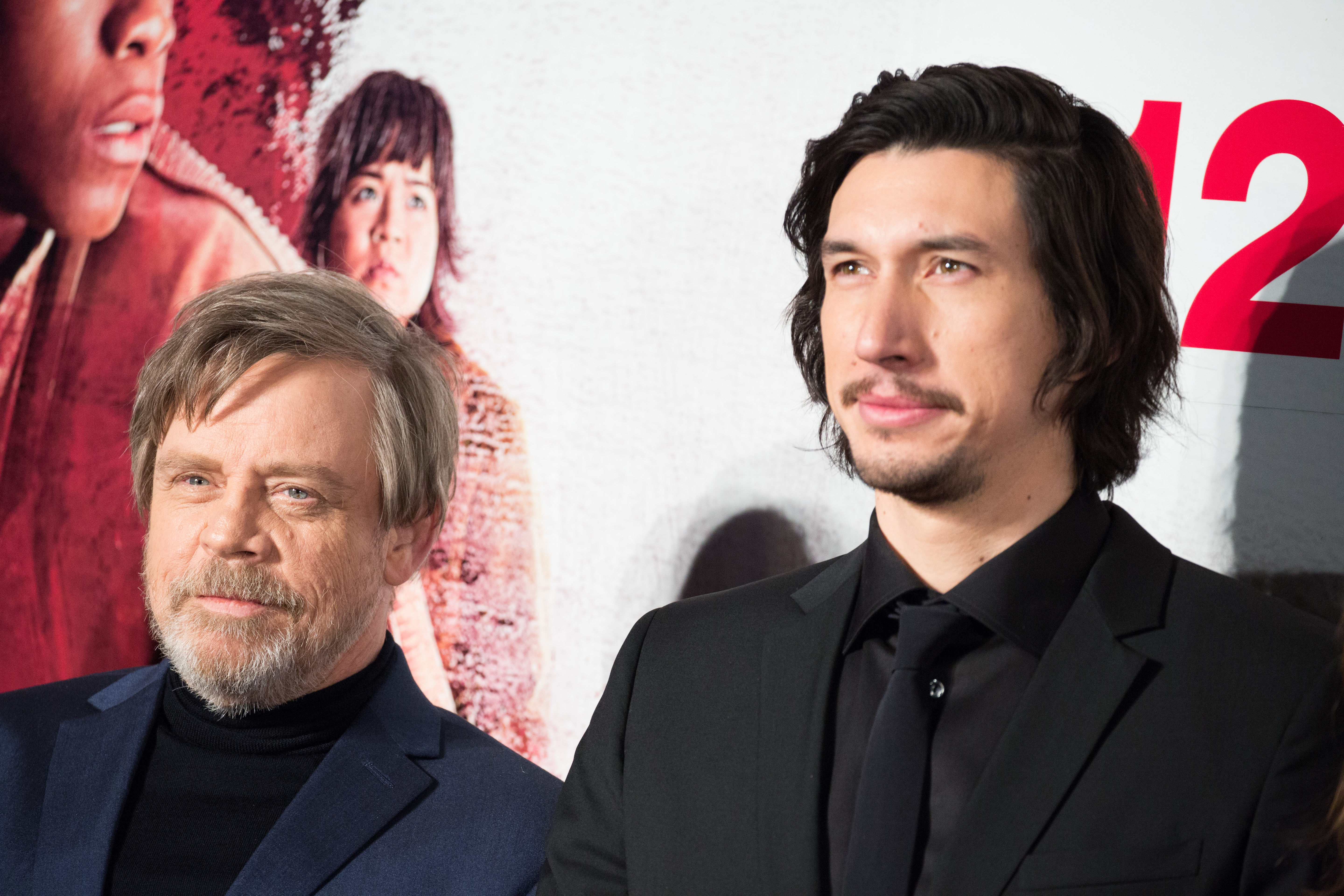
Star Wars- The Last Jedi Japan Premiere

El 12 de marzo de 2015, el presidente de Disney, Bob Iger, anunció que la fecha de estreno para el episodio VIII sería el 26 de mayo de 2017, a cuarenta años y un día después del lanzamiento de Star Wars: Episodio IV - Una nueva esperanza, junto con la confirmación del director y escritor Rian Johnson, y la fecha, título y el estreno de Gareth Edwards: Rogue One: una historia de Star Wars. Pero en enero de 2016 fue movida al 15 de diciembre de 2017 en Estados Unidos, mientras que en otros países el 14 de diciembre o el 13 de diciembre.

## Recepción

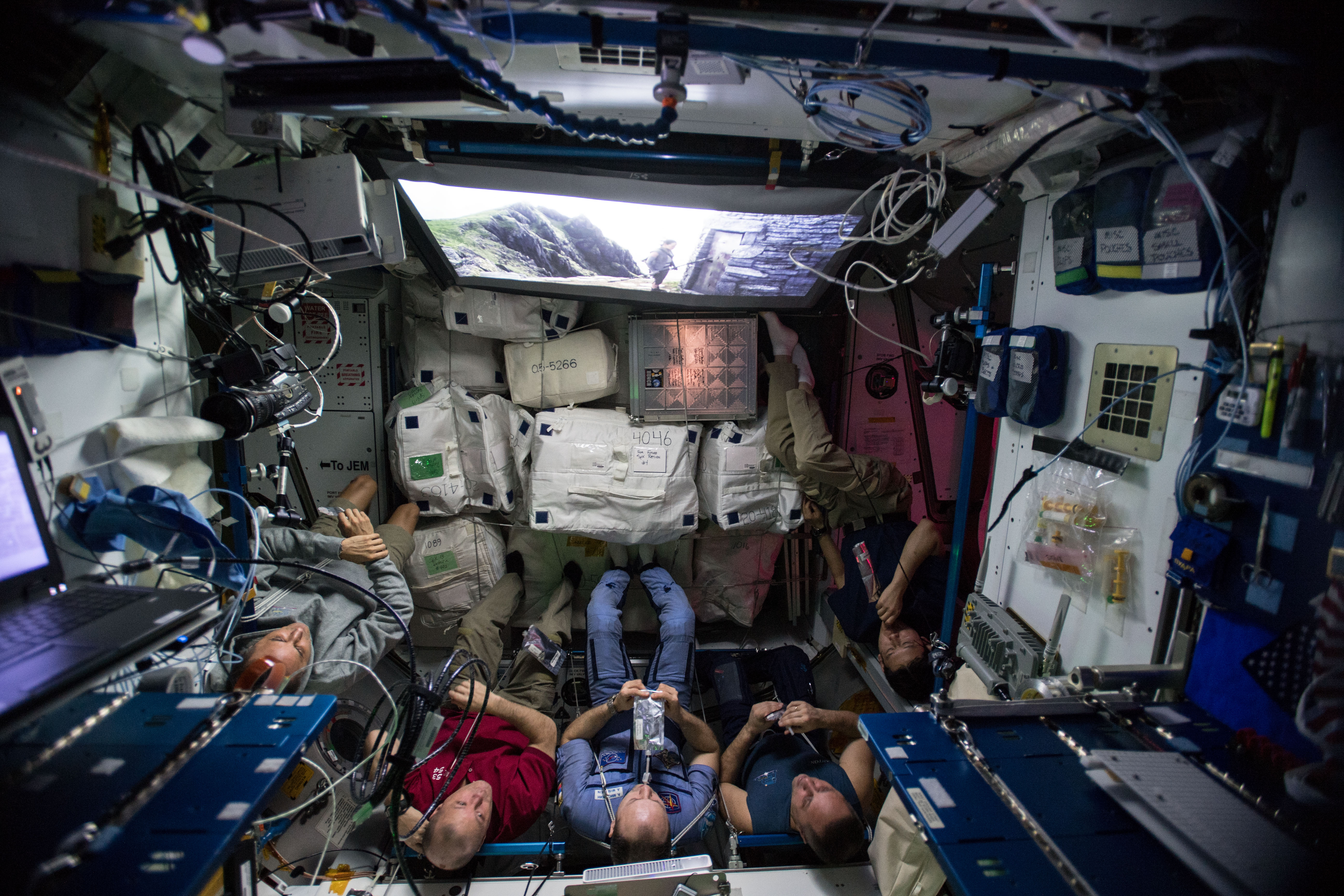
Astronautas de la Estación Espacial Internacional viendo Los últimos Jedi

La película ha recibido críticas muy positivas por parte de la crítica especializada, pero extremadamente negativas por parte de la audiencia, llegando a superar las opiniones negativas de "La Amenaza Fantasma", considerando esta película como la peor de toda la saga. Según el sitio web Rotten Tomatoes la película ha obtenido una "calificación fresca" con base en un índice de aprobación de 90% sobre 351 críticas con un promedio de 8.1 sobre 10 en la escala del 1 al 10 de aceptación. Sin embargo, la audiencia en general le ha otorgado una calificación de 47% con un promedio de 2.9 sobre 5 en la escala del 1 al 5 de aceptación.
En Metacritic tiene una calificación de 85 sobre 100 basada en 55 críticas. Sin embargo la calificación otorgada por los usuarios es de 4,6 sobre 10. En el sitio web FilmAffinity cuenta con una puntuación de 6.3 sobre 10 en la escala del 1 al 10 de aceptación con base en 22 081 votos de la audiencia en general.
Otros portales de noticias como El Confidencial de España, opinaron de la misma "Un regusto agridulce después de que los avances prometiesen la mejor película de la historia de 'Star Wars, que al final se ha quedado en un simple capítulo de tránsito, excesivamente largo, a ratos divertido y entrañable, y siempre técnico y visualmente poderoso". La página especializada en cine El Mundo Cinemanía, opinó que la película tiene muchos haters (odiadores) y es la película con más detractores desde las precuelas, lo cual es bueno para sacar a la saga de su letargo".
En IMDb se la calificó con un puntaje basado en votos de 6.9/10.

### Críticas
Mayoritariamente existe cierto consenso en cuanto a que se criticó negativamente el exceso de humor; la participación tendenciosa del droide BB-8, que se deshace de cuanto enemigo se le cruza e incluso hasta pilotea un vehículo AT-ST, así como también la larga secuencia de los personajes de Rose y Finn viajando a un planeta-casino en busca del personaje de DJ (Benicio del Toro) y algunos recursos argumentales en la historia como un corto vuelo que realiza el personaje de Leia gracias a la Fuerza, a la que los fanes aluden bajo el nombre de Leia-Poppins o Super Leia.
En el caso de Kelly Marie Tran, la actriz que encarna el papel de Rose Tico, debió cerrar su cuenta en Instagram, según sus propias declaraciones, debido a las críticas negativas que recibió por su personaje. En esta misma línea existen fanes que consideran que Rian Johnson acabó con la esencia de la saga de Star Wars.
Entre las críticas positivas destacan mayoritariamente la participación de los personajes de Luke Skywalker (Mark Hamill) y el cameo de Yoda (Frank Oz).
Las opiniones de la audiencia, especialmente entre fanes, han resultado divididas y en su mayoría negativas, resultando motivo de debate permanente, ya sea en blogs personales o a través de diferentes redes sociales como el grupo de Facebook "Star Wars fanáticos de Argentina" con más de 19 000 miembros y Star Wars Argentina Forever con más de 3300 miembros y que engloban igualmente a fanes de la saga de otros países de habla hispana.
Martín Chiavarino de Metacultura opinó: "con diálogos demasiado pobres, escenas que no convencen o incluso resultan ridículas, demasiada confusión, ideas sin pulir y una intención exagerada y desatinada de nunca abandonar las analogías constantes con El Imperio Contraataca el guión de Los Últimos Jedi es una de las características más flojas del opus de Rian Johnson".
Javier Nuez para el Imparcial expresó: "La cinta peca de ingenuidad y ciertas decisiones argumentales puntuales que chirrían en algunos momentos de sus excesivas dos horas y media de duración".
David Venegas de la página Tomatazos, con más expectativa sobre las nuevas entregas se expresó diciendo "¿La factoría del ratón  está dispuesta a sacrificar un legado tan importante por los caprichos e ideas inconexas de un par de individuos? ¿Será que los fans son tan sensibles que no ven las verdaderas luces de Los Últimos Jedi? Esta batalla seguirá por muchos meses más. Pero, quizá, hay una predicción dicha por el mismísimo Kylo Ren en uno de sus diálogos: “hay que dejar morir lo viejo”.
Francisco Pablo Coluccia de "El rincón del fanático" criticó: "Trato y trato de darle sentido a las casi dos horas y media de película, pero no lo logro. El vuelo de Mary Poppins, Luke Skywalker "amargo, resentido y alejado de los rebeldes, su familia y sus amigos y de todo por lo que luchó; el Líder Supremo Snoke, uno de los villanos más vacíos y menos carismáticos que vi en mi vida; ¿Luke casi asesina a Kylo Ren cuando Luke fue el único que estuvo seguro siempre de la bondad que se anidaba en el corazón de un asesino de masas como Darth Vader, pero por un sueño y algo que vio en la Fuerza, decide matar a un niño (su único sobrino)? y la escena del Casino, toda, absolutamente toda la escena, podríamos tirarla a la basura y no cambiaría en casi nada la película, sobran entre 20 y 30 minutos del film y aquí los encontramos".
En igual sentido, Jorge Loser de Spinof.com expresó "El papel de Leia se ve reducido por un golpe que la deja fuera de combate la mayoría de la película, pero resulta bastante insatisfactorio que no llegue a tener un cara a cara con su hijo en ningún momento. Hay mucho más que aportar en ese personaje  que un vuelo a lo ‘Gravity’. Un planeta-casino, una estampida de llamas con orejones y un uso de BB-8 totalmente improbable, deshaciéndose de todos los enemigos lanzando monedas que le han metido confundiéndole con una máquina. Probablemente, esos momentos estén cerca de los más bajos de una saga que, se supone, nos estaba queriendo hacer olvidar que R2-D2 volaba. No acompaña tampoco lo lejos de lo espectacular del tratamiento de un puñado de nuevos personajes, que no hacían ninguna falta, como Rose y el ladronzuelo de Benicio del Toro".
Bárbara Ayuso, de Jotdown.es, redactó "Los últimos Jedi va más allá. No solo divertirse. Conmocionarse ante la belleza de esas batallas sobre el desierto blanco y carmesí de Crait. Enmudecer con la multiplicación de Reys en el espejo. Desgañitarse de puro gozo con el abrazo de los mellizos. Embelesarse con el poderío visual de la villa y corte de Snoke. Celebrar la recuperación del Yoda bueno".
El desarrollo de la cinta contrarió incluso a algunos de los propios actores. Es el caso de Mark Hamill, quien interpretó a Luke Skywalker desde la primera película de la saga. Hamill reconoció no entender la actitud de Luke en la película ni por qué motivos el personaje era así tratado en el filme.

## Recaudación
La película logró un recaudación de más de U$S 600 millones en el mercado doméstico desde su estreno hasta la primera semana de febrero, logrando posicionarse como la sexta película más taquillera de todos los tiempos en ese mismo rubro, estando en primer lugar su predecesora Star Wars: Episodio VII - El despertar de la Fuerza. Es la película que más ha recaudado en el último año y se ubica en el tercer lugar en cuanto a películas que más han recaudado en la primera semana de estreno, solo superada de su entrega predecesora y por Avengers: Infinity War. Se posiciona en el undécimo lugar en la lista de películas más taquilleras de todos los tiempos con 1 332 416 714 de dólares recaudados. Aunque según los expertos, se consideró tal recaudo una decepción para los accionistas de Disney, debido a que se había presupuestado que recaudaría incluso más que el Episodio VII.
En España la película había vendido antes de su estreno más de 220 000 entradas y se estrenó finalmente en un total de 1049 pantallas, es decir, casi el 30 por ciento del parque de salas nacional. ‘Los últimos Jedi’ ha recaudado en territorio español casi 21,4 millones de euros y fue vista por más de 3,3 millones de espectadores.
Para el 17 de enero de 2018 la película llevaba recaudados U$S 1265 millones, superando a La Bella y la Bestia con U$S 1263 millones.

## Nominaciones y premios
| Premio                        | Fecha de ceremonia    | Categoría                                                  | Destinatario(s) y nominado(s)                                                           | Resultado | Ref.   |
| ----------------------------- | --------------------- | ---------------------------------------------------------- | --------------------------------------------------------------------------------------- | --------- | ------ |
| Visual Effects Society Awards | 13 de febrero de 2018 | Mejores efectos visuales en fotografía real                | Ben Morris, Tim Keene, Eddie Pasquarello, Daniel Seddon, Chris Corbould                 | Nominada  | [ 79 ] |
| Visual Effects Society Awards | 13 de febrero de 2018 | Mejor fotografía virtual en un proyecto fotorreal          | Cameron Nielsen, Albert Cheng, John Levin, Johanes Kurnia por "Crait Surface Battle"    | Nominada  | [ 79 ] |
| Visual Effects Society Awards | 13 de febrero de 2018 | Mejor simulaciones de efectos en una función fotorrealista | Peter Kyme, Miguel Pérez Senet, Ahmed Gharraph, Billy Copley por "Bombing Run"          | Nominada  | [ 79 ] |
| Visual Effects Society Awards | 13 de febrero de 2018 | Mejor simulaciones de efectos en una función fotorrealista | Mihai Cioroba, Ryoji Fujita, Jiyong Shin, Dan Finnegan por "Mega Destroyer Destruction" | Nominada  | [ 79 ] |
| Premio BAFTA                  | 18 de febrero de 2018 | Mejor sonido                                               | Ren Klyce, David Parker, Michael Semanick, Stuart Wilson, Matthew Wood                  | Nominada  | [ 80 ] |
| Premio BAFTA                  | 18 de febrero de 2018 | Mejores efectos visuales                                   | Stephen Alpin, Chris Courbould, Ben Morris, Neal Scanlan                                | Nominada  | [ 80 ] |
| Premios Óscar                 | 4 de marzo de 2018    | Mejor banda sonora original                                | John Williams                                                                           | Nominado  | [ 81 ] |
| Premios Óscar                 | 4 de marzo de 2018    | Mejor edición de sonido                                    | Matthew Wood y Ren Klyce                                                                | Nominada  | [ 81 ] |
| Premios Óscar                 | 4 de marzo de 2018    | Mejor mezcla de sonido                                     | David Parker, Michael Semanick, Ren Klyce y Stuart Wilson                               | Nominada  | [ 81 ] |
| Premios Óscar                 | 4 de marzo de 2018    | Mejores efectos especiales                                 | Ben Morris, Mike Mulholland, Neal Scanlan y Chris Corbould                              | Nominada  | [ 81 ] |
| Saturn Awards                 | 27 de junio de 2018   | Best Science Fiction                                       | Star Wars: The Last Jedi                                                                | Nominada  | [ 82 ] |
| Saturn Awards                 | 27 de junio de 2018   | Best Actor                                                 | Mark Hamill                                                                             | Ganador   | [ 82 ] |
| Saturn Awards                 | 27 de junio de 2018   | Best Actress                                               | Daisy Ridley                                                                            | Nominada  | [ 82 ] |
| Saturn Awards                 | 27 de junio de 2018   | Best Supporting Actress                                    | Carrie Fisher                                                                           | Nominada  | [ 82 ] |
| Saturn Awards                 | 27 de junio de 2018   | Best Supporting Actress                                    | Kelly Marie Tran                                                                        | Nominada  | [ 82 ] |
| Saturn Awards                 | 27 de junio de 2018   | Best Director                                              | Rian Johnson                                                                            | Nominado  | [ 82 ] |
| Saturn Awards                 | 27 de junio de 2018   | Best Screenplay                                            | Rian Johnson                                                                            | Ganador   | [ 82 ] |
| Saturn Awards                 | 27 de junio de 2018   | Best Production Design                                     | Rick Heinrichs                                                                          | Nominado  | [ 82 ] |
| Saturn Awards                 | 27 de junio de 2018   | Best Editing                                               | Bob Ducsay                                                                              | Ganador   | [ 82 ] |
| Saturn Awards                 | 27 de junio de 2018   | Best Music                                                 | John Williams                                                                           | Nominado  | [ 82 ] |
| Saturn Awards                 | 27 de junio de 2018   | Best Costume Design                                        | Michael Kaplan                                                                          | Nominado  | [ 82 ] |
| Saturn Awards                 | 27 de junio de 2018   | Best Makeup                                                | Peter Swords King y Neal Scanlan                                                        | Nominados | [ 82 ] |
| Saturn Awards                 | 27 de junio de 2018   | Best Special / Visual Effects                              | Ben Morris, Mike Mulholland, Chris Corbould y Neal Scanlan                              | Nominados | [ 82 ] |

### Premios
- La película fue elegida por los lectores de la revista británica Empire como la mejor película del año, recibiendo cinco premios Empire.[83]
- Por su parte, Mark Hamill, quien interpreta a Luke Skywalker en la saga recibió un galardón honorífico Empire Icon Award.[84]
- En 2018 Star Wars episodio VIII recibirá el premio ComScore de la taquilla europea, en el marco de la feria CineEurope 2018, que tendrá lugar por séptima vez en Barcelona entre el 11 y el 14 de junio, en el Centro de Conveciones Internacional de la Ciudad Condal.[77]